# 이와키모리야마역
이와키모리야마역(일본어: 磐城守山駅)은 일본 후쿠시마현 고리야마시에 위치한 동일본 여객철도 스이군선의 철도역이다. 단선 승강장 1면 1선의 구조를 갖춘 지상역이다.

## 이용 현황
| 승차 인원 추이 | 승차 인원 추이 |
| 연도           | 1일 평균       |
| -------------- | -------------- |
| 2000           | 112            |
| 2001           | 104            |
| 2002           | 96             |
| 2003           | 96             |
| 2004           | 101            |
| 2010           | 73             |
| 2011           | 68             |
| 2012           | 75             |
| 2013           | 79             |
| 2014           | 84             |
| 2015           | 83             |

## 역 주변
- 국도 제49호선
- 고리야마 시청 다무라 행정 센터

## 역사
- 1929년 5월 10일 : 개업.
- 1983년 6월 1일 : 스이군선 CTC화에 의해 무인화. 교행 설비도 철거되어, 개인 상점에서 승차권 발매를 위탁했던 간이위탁역이 됨.
- 1987년 4월 1일 : 일본국유철도 분할 민영화에 의해, 동일본 여객철도가 승계.

## 인접 역
| 스이군선           | 스이군선   | 스이군선                     |
| ------------------ | ---------- | ---------------------------- |
| 야타가와 미토 방면 | ■ 스이군선 | 아사카나가모리 고리야마 방면 |